# Мессьє 61
Мессьє 61 (інші позначення M61, NGC 4303, IRAS12194 +0444, UGC 7420, ZWG 42.45, MCG 1-32-22,VCC 508, PGC 40001) — галактика у сузір'ї Діви.
Цей об'єкт входить у число перерахованих в оригінальній редакції нового загального каталогу.

## Цікаві характеристики
Відкривачем цього об'єкта є Оріані Барнаба, який вперше спостерігав за об'єктом 5 травня 1779.
Починаючи з 1926 року, в галактиці було зареєстровано 6 наднових: SN 1926A, SN 1961I, SN 1964F, SN 1999gn, SN 2006ov та SN 2008in.

## Спостереження

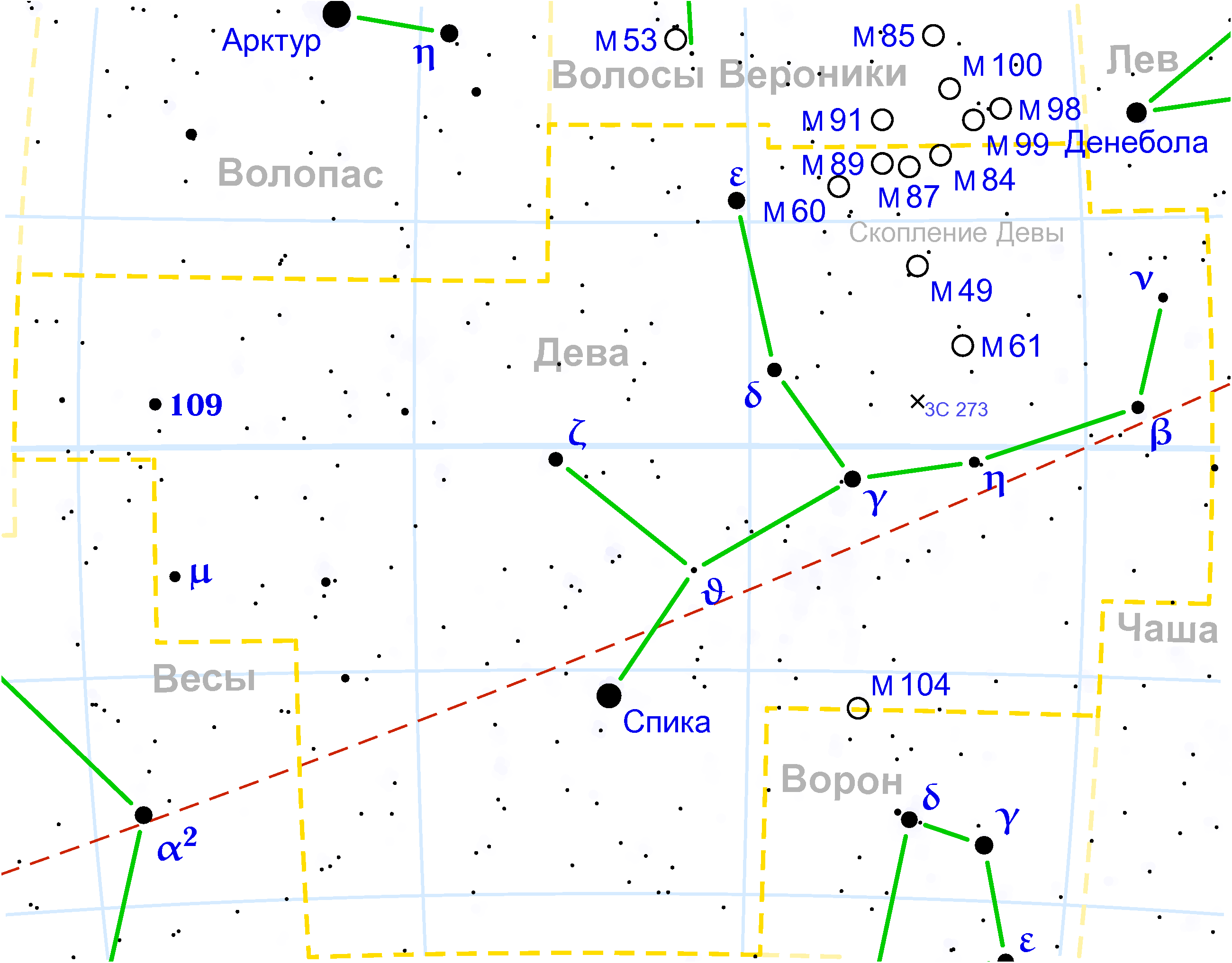
М60 в сузір'ї Діви

M61 — пересічена спіральна галактика, схожа за формою і розмірами з нашої, південний член скупчення галактик в Діві. У невеликій аматорський телескоп цю неяскраву галактику видно у вигляді туманною плямочки округлої форми з концентрацією яскравості до центру. Її можна знайти приблизно на пів шляху від δ Діви до ν (градусом південніше 17 Vir яскравістю 6.5m).
У телескоп апертурою 250—300 мм в гарну ніч треноване око може розрізнити в гало М61 спіральний малюнок гілок (або щонайменше клочковатості) і компактне зореподібне ядро. Дуже допомагає «бічний зір». На південно-західну спіраль галактики проектується тьмяна (14m) зірка переднього плану. При запасі апертури в одному полі зору окуляра з М61 можна пошукати кілька неяскравих галактик: NGC 4301 (13m) за 10 кутових хвилин на північний схід і NGC 4292 (12.2) за 12 кутових хвилин на північний захід (у зірочки 10m).

### Сусіди по небу з каталогу Мессьє
- M49 — (на північ) яскрава еліптична галактика;
- M104 — (на південь біля кордону сузір'я Ворон) знаменита галактика «Сомбреро»;
- M65 і M66 — (на північний захід, трохи південніше θ Лева) пара спіральних галактик видимих впівоберта та їх супутник NGC 3628;

### Послідовність спостереження в «Марафоні Мессьє»
… М100 → М49 →М61 → М68 → М83 …

## Зображення

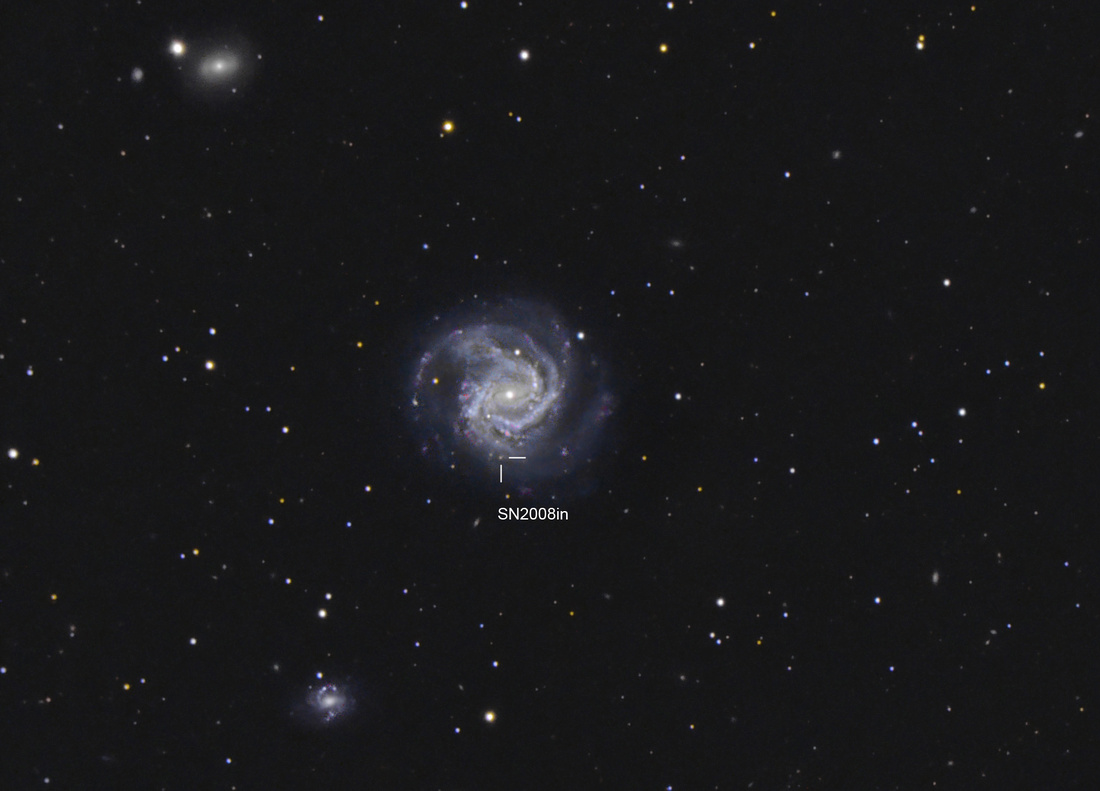
Amateur Image of Messier 61 Showing Supernova 2008in on April 16, 2009
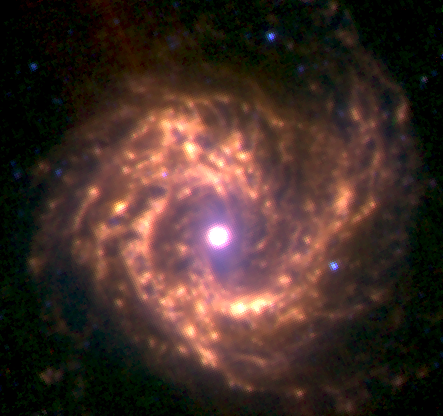
Infrared image of M61 taken by the Spitzer Space Telescope

## Навігатори
| ◄ NGC 4299 \| NGC 4300 \| NGC 4301 \| NGC 4302 \| NGC 4303 \| NGC 4304 \| NGC 4305 \| NGC 4306 \| NGC 4307 ► |

Координати:  12г 21м 54.9с, +04° 28′ 25″